# Chlosyne thornei
Chlosyne thornei är en fjärilsart som beskrevs av Gunder 1934. Chlosyne thornei ingår i släktet Chlosyne och familjen praktfjärilar. Inga underarter finns listade i Catalogue of Life.